# Lucien Lebaillif
Lucien Almire Lebaillif (* 7. März 1892 in Coulanges-la-Vineuse; † 8. Februar 1977 in Antibes) war ein französischer Schwimmer.

## Karriere
Lebaillif nahm 1920 an den Olympischen Spielen in Antwerpen teil. Hier scheiterte er im Wettbewerb über 200 m Brust als Fünfter seines Vorlaufs an der Halbfinalqualifikation. In der Disziplin 400 m Brust erreichte er das Halbfinale.